# Ruta Provincial 7 (Buenos Aires)
La Ruta Provincial 7 es una avenida pavimentada de 53 km de extensión ubicada en el Gran Buenos Aires, en el noreste de la provincia de Buenos Aires, en Argentina. Fue parte de la Ruta Nacional 7 (km 12,00 a 65,45) hasta el año 1988.

## Características y recorrido
Como se encuentra dentro del aglomerado  del Gran Buenos Aires esta ruta no se diferencia en la mayor parte de su recorrido de otras avenidas urbanas. Es la arteria vial principal de las diferentes localidades que atraviesa y allí se encuentran las zonas comerciales.
La avenida empieza en Morón en la intersección Ruta Provincial 4 a 1.5 kilómetros de la intersección con la Ruta Provincial 1001 (avenida Eva Perón) y continua por Castelar, Ituzaingó, San Antonio de Padua, Merlo entre otros partidos y localidades.Desde Castelar hasta Merlo forma parte de la avenida Rivadavia
La avenida es usada en su totalidad en las peregrinaciones a la Basílica de Nuestra Señora de Luján.

## Municipios y localidades
- Partido de Morón: Morón y Castelar
- Partido de Ituzaingó: Ituzaingó
- Partido de Merlo: San Antonio de Padua y Merlo
- Partido de Moreno: Paso del Rey, Moreno, La Reja, Francisco Álvarez y barrio Gral. Güemes
- Partido de General Rodríguez: Las Malvinas, General Rodríguez y La Fraternidad
- Partido de Luján: Lezica y Torrezuri, Luján y Cortínez

## Nombres
- Partido de Morón: avenida Hipólito Yrigoyen-avenida Estanislao Zeballos-avenida Rivadavia
- Partido de Ituzaingó: avenida Néstor Kirchner (Rivadavia)
- Partido de Merlo: avenida Juan Domingo Perón (Rivadavia)
- Partido de Moreno: avenida Bartolomé Mitre-calle Martin Fierro-avenida Francisco Piovano-avenida General San Martin
- Partido de General Rodríguez: calle Intendente Colobraro-bulevar Bernando Yrigoyen
- Partido de Lujan: avenida Constitución - avenida Pellegrini

## Cruces y lugares de interés
A continuación, se muestran los principales cruces con otras calles, avenidas, rutas, estaciones y otros lugares de referencia que atraviesa esta ruta.
|  |  | CONTg |

|  | STRq | RMKRZ | CONTfq |

|  |  | RM |

|  | CONTgq | RMKRZ | STRq |

|  | STRq | RMKRZ | CONTfq |

|  |  | RM | lNAT |

|  |  | RM |

|  | CONTgq | RMKRZ | STRq |

|  | STRq | RMKRZ | CONTfq |

|  |  | STR |

|  |  | TEEaq | STRq |

|  |  | STR |

| BAHN | CONTgq | KRZ | STRq |

|  | STRq | KRZ | STRq |

|  |  | STR |

| CONTgq | STRq + eBUE | KRZ | STRq |

|  |  | TEEaq | CONTfq |

|  |  | STR |

|  | BAHN | STR | lNAT |

|  |  | STR |

| STRq | TUNNEL1q | ABZgr |  |

|  |  | STR |

| STRq | STRq + eBUE | KRZ | STRq |

|  |  | TEEaq | STRq |

|  | BAHN | STR |  |

|  |  | STR |

| STRq | STRq + eBUE | KRZ | STRq |

|  |  | STR |

| hSTR+l | hSTRq | KRZh | hSTReq |

| hSTRe |  | ABZgl | STR+r |

|  |  | STR | STR |

|  | BAHN | TEEaq | KRZ |

| STR+r |  | STR | STR |

| KRZ | STRq + eBUE | KRZ | KRZ |

| STR + CONTf |  | STR + CONTf | STR |

| TEEaq | STRq + eBUE | KRZ | KRZ |

| STR |  | CONTf | STR |

| STR |

| KRZ | STRq + eBUE | STRq |  |

| TEEeq |

| TEEeq |

| hKRZWae | exWBRÜCKE1 | WASSERq |  |

| STR |

| STR |  | BAHN |  |

| KRZ | STRq | STRq + eBUE | STRq |

| STR |

| TEEeq |

| STR | CONTg |  |  |

| KRZ | TEEeq | BAHN |  |

| KRZ | KRZ | STRq + eBUE | STRq |

| STR | STR + CONTg |  |  |

| KRZ | KRZ | STRq + eBUE | STRq |

| STR + CONTf | STR + CONTg |  |  |

| TEEe | TEEeq |  |  |

|  | STR |

|  | TEEaq | STRq + eBUE | STRq |

|  | STR |

|  | STR | BAHN |  |

| STRq | KRZ | STRq + eBUE | STRq |

|  | STR |

|  | TEEaq | STRq + eBUE | STRq |

|  | STR | BAHN |  |

|  | STR |

| STRq | KRZ | STRq + eBUE | STRq |

|  | STR |

|  | TEEaq | STRq + eBUE | STRq |

|  | STR | BAHN |  |

|  | STR |

| STRq | ABZgr+r + TEEaq | STRq + eBUE | STRq |

|  | STR |

| STRq | KRZ | STRq + eBUE | STRq |

|  | STR | BAHN |  |

|  | STR |

| STRq | KRZ | STRq + eBUE | STRq |

|  | RM |

| STRq | RMKRZ | STRq + eBUE | STRq |

|  | RM | BAHN |  |

| STRq | RMKRZ | STRq + eBUE | STRq |

|  | RM |

|  | TEEaq | STRq + eBUE | STRq |

|  | STR |

|  | STR | BAHN |  |

|  | STR |

| RMq | RMIcu | exSKRZ-Mu | RMq |

|  | STR |

|  | STR | BAHN |  |

|  | STR |

| RMq | RMIo4 + RMIo3 | exSKRZ-Mo | RMq |

| STR+l | ABZgr+r | BAHN | ARCH |

| hSTRl | KRZh | hSTRq | hSTReq |

|  | RM |

| STRq | RMTEEeq |  |  |

|  | STR + RMl | RM+r |  |

|  |  | RM |

|  |  | RMTEEaq | STRq |

|  | STRq | RMKRZ | STRq |

|  |  | RM |

|  | STRq | MWNODE | STRq |

|  | WASSERq | hKRZWae | WASSERq |

|  |  | STR |

|  | STRq | ABZlr+lr | STRq |

|  |  | STR |

|  | STRq | TEEeq |  |

|  | RMq | ABZql | RMq |